# Aegilops insulae-cypri
Aegilops insulae-cypri är en gräsart som beskrevs av Hildemar Wolfgang Scholz. Aegilops insulae-cypri ingår i släktet bockveten, och familjen gräs.
Artens utbredningsområde är Cypern. Inga underarter finns listade i Catalogue of Life.